# Belagerung von Badajoz (1812)
Bailén –  Roliça –Vimeiro – Saragossa (1808) – Burgos (Gamonal) – Medina de Rioseco – Espinosa –  Tudela – Somosierra – Saragossa (1809) – La Coruña – Torres Vedras – Valls – Braga – Oporto – María – Talavera – Ocaña – Gerona – Ciudad Rodrigo (1810) – Buçaco – Gévora – Barrosa – Badajoz (1811) – Fuentes de Oñoro – La Albuera – Tarragona (1811) – Sagunt (Murviedro) – Ciudad Rodrigo (1812) – Badajoz (1812) –  Majadahonda – Salamanca – García Hernández –  Venta del Pozo – Vitoria – 
Sorauren – San Sebastián – Bidassoa
Bei der Belagerung von Badajoz (16. März bis 6. April 1812) entriss die englisch-portugiesische Armee unter Arthur Wellesley die Stadt Badajoz ihrer französischen Besatzung und erzwang die Kapitulation.
Diese Belagerung war eine der blutigsten während der Napoleonischen Kriege und wird als ein teuer erkaufter Sieg der Briten betrachtet, bei dem 3000 alliierte Soldaten innerhalb weniger Stunden intensiver Kämpfe getötet wurden. Als die Belagerung sich dem Ende zuneigte, wurden bis zu 4000 spanische Zivilisten, unter ihnen viele Frauen und Kinder, von den alliierten Truppen massakriert.

## Belagerung
Nach der Eroberung der Grenzstädte Almeida und Ciudad Rodrigo in früheren Belagerungen marschierte die englisch-portugiesische Armee nach Badajoz, um auch diese Stadt zu erobern und die Nachschublinien nach Lissabon, dem Hauptstandort der alliierten Armee, zu sichern. In Badajoz lag eine Garnison von ca. 5000 französischen Soldaten unter dem Stadtkommandanten General Philippon. Badajoz war stärker befestigt als Almeida oder Ciudad Rodrigo. Die starke Festungsmauer war durch Bastionen und Türme gesichert. Badajoz war bereits zweimal vergeblich belagert worden und war auf einen dritten Versuch gut vorbereitet, da die Mauern nochmals verstärkt und einige Bereiche davor geflutet oder vermint worden waren.
| Einheit                                          | Truppenteil  | Stärke | Verwendung                                 |
| ------------------------------------------------ | ------------ | ------ | ------------------------------------------ |
| französisches 8. leichtes Infanterieregiment     | 1 Bataillon  | 580    | Bastion 1 und 2                            |
| französisches 28. leichtes Infanterieregiment    | 1 Bataillon  | 597    | Bastion 2 und 4                            |
| französisches 58. leichtes Infanterieregiment    | 1 Bataillon  | 450    | Bastion 5                                  |
| französisches 103. leichtes Infanterieregiment   | 1 Bataillon  | 540    | Bastion 6                                  |
| GrHzgl. Hessisches Regiment "Groß- und Erbprinz" | 2 Bataillone | 910    | Bastion 7 und 8, Halbbastion 9 und Schloss |
| Spanischer Infanterie                            | 1 Kompanie   | 54     | Brückentor                                 |
| Train, etc                                       | 2 Kompanien  | 130    | Brückentor                                 |
| französisches 64. Linien-Infanterieregiment      | 2 Kompanien  | 130    | bei der Artillerie                         |
| französisches 88. Linien-Infanterieregiment      | 1 Bataillon  | 600    | Reserve auf dem Johannisplatz              |

Dazu kamen von verschiedenen Einheiten: Kavallerie 42 Mann, Artillerie 268, Pioniere 265.
Die alliierte Armee war 27.000 Mann stark und war der französischen Garnison demnach zahlenmäßig mit ungefähr fünf zu eins überlegen. Nach Umzingelung der Stadt begann die Belagerung mit dem Bau von Gräben, Parallelen und Schanzen, um die schweren Kanonen zu schützen. Dies wurde durch lange und schwere Regenfälle behindert. Nachdem die Schanzarbeiten begonnen hatten, machten die Franzosen einige Ausfälle, wobei sie versuchten, die sich den Mauern nähernden Gräben zu zerstören. Diese wurden wiederholt durch die britische Leichte Infanterie, das 95th Rifles Regiment abgewehrt, das seinerseits Gegenangriffen durch die französische Linieninfanterie ausgesetzt war.
Nach Eintreffen von schweren Haubitzen begannen die Alliierten eine intensive Beschießung der Verteidigungsmauern, während eine der Bastionen durch General Thomas Pictons 3. Division eingenommen wurde. Die Eroberung der Bastion ermöglichte durch weitere Erdarbeiten eine Annäherung an die hohen Steinmauern, während die Kanonen sie unter Beschuss nahmen. Bis zum 5. April wurden zwei Breschen in die Mauern geschlagen und die Soldaten bereiteten sich auf die Erstürmung von Badajoz vor. Der Befehl zum Angriff verzögerte sich um 24 Stunden, damit eine weitere Bresche geschlagen werden konnte. Da die Alliierten die Nachricht erreichte, dass eine Entsatztruppe unter Marschall Soult im Anmarsch war, wurde der Angriffsbefehl für den 6. April um 22:00 Uhr gegeben. Da die französischen Garnison den bevorstehenden Angriff auf die großen Breschen erwartete, wurden diese vermint.

## Erstürmung der Stadt

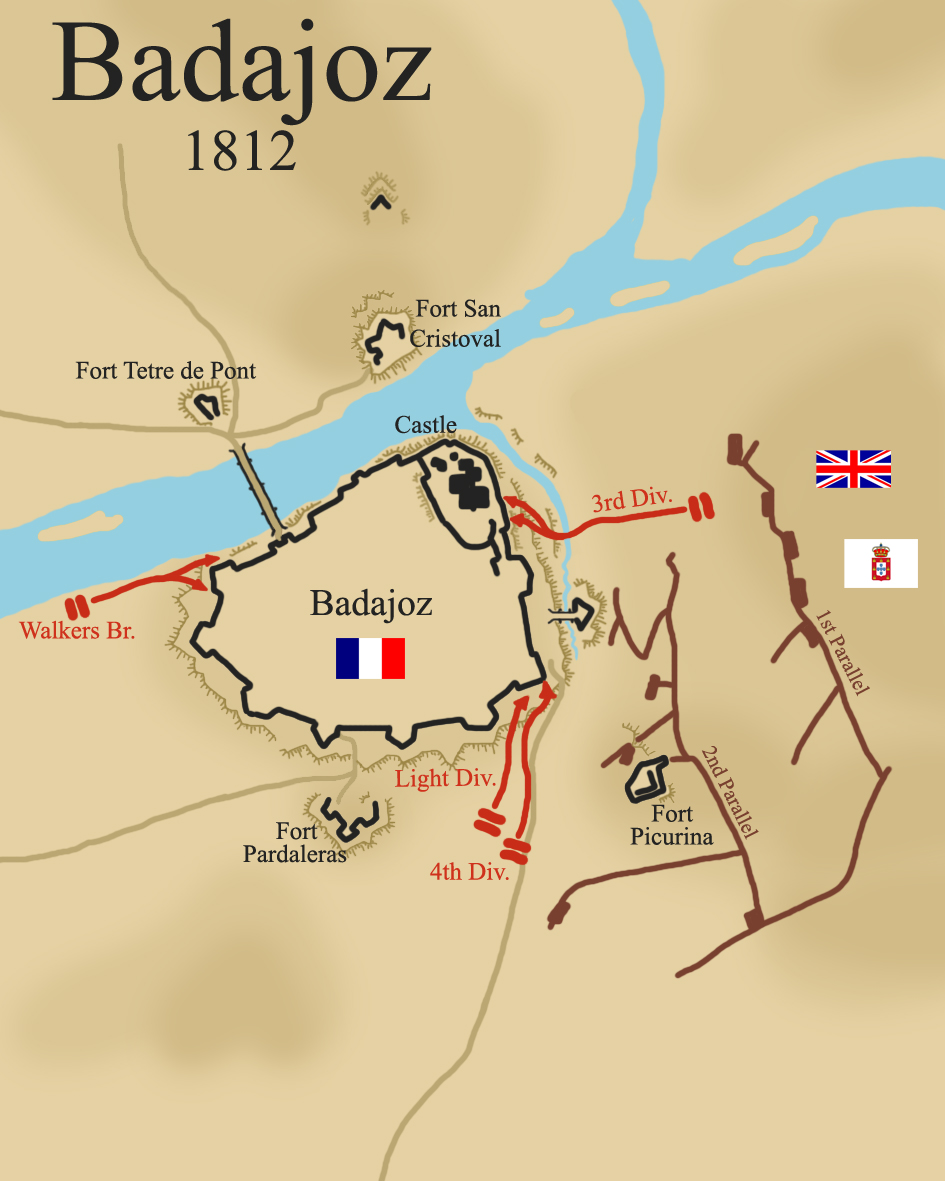
Belagerung von Badajoz

Die ersten Männer, die versuchten, die Breschen zu erklimmen, waren das “Forlorn Hope” (deutsch: „Himmelfahrtskommando“), das den Hauptangriff durch die 4. Division anführte, während Scheinangriffe durch die Leichte Division im Norden und durch die englischen und portugiesischen Soldaten der 5. Division und Pictons 3. Division im Osten durchgeführt wurden.
In dem Moment, als das Himmelfahrtskommando seinen Angriff beginnen wollte, wurde eine französische Wache darauf aufmerksam und löste den Alarm aus. Briten und Portugiesen drängten als Masse vorwärts und kletterten unter starkem Sperrfeuer zur Mauer hinauf.
Das heftige Sperrfeuer zermürbte die britischen Soldaten an der Mauer und bald begann sich die Bresche mit Toten und Verwundeten zu füllen, über die die anstürmenden Truppen hinweg steigen mussten. Trotz dieses Blutbades drängten die Soldaten in großer Zahl weiter vorwärts. In etwas unter zwei Stunden waren an der Hauptbresche etwa 2000 Mann tot oder verwundet, während ungezählte Männer der 3. Division bei ihrem Scheinangriff von Kugeln getroffen wurden. General Picton wurde ebenfalls verwundet, als er versuchte, die Mauerkrone auf einer Leiter zu erreichen. Überall, wo sie angriffen, wurden die alliierten Soldaten aufgehalten. Wellington war wegen der hohen Verluste kurz davor, den Angriff zu stoppen, als die Soldaten die Mauerkrone erreichten.
Pictons 3. Division gelang es, die Mauer zu überwinden und sich mit der 5. Division zu vereinigen, die ebenfalls in die Stadt eindringen konnte. General Philippon erkannte, dass er die Stadt nicht mehr halten konnte, und zog sich aus Badajoz auf das benachbarte Außenwerk San Cristóbal zurück. Er ergab sich, kurz nachdem die Stadt gefallen war.

## Folgen

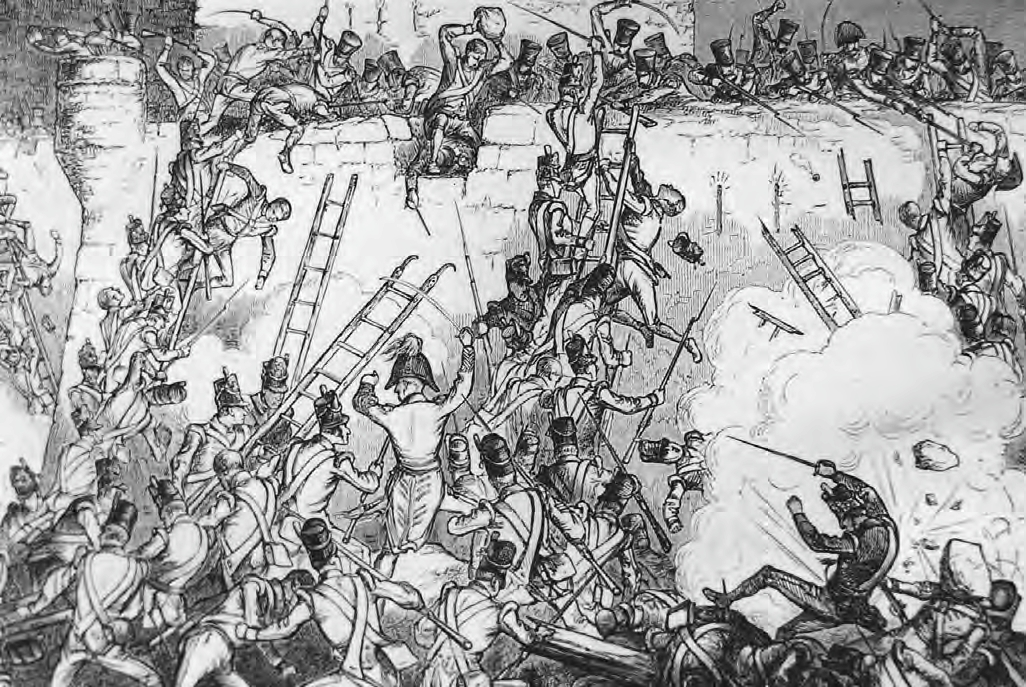
Britische Infanterie versucht, die Mauern von Badajoz mit Leitern zu erstürmen.

Mit dem Erfolg kam es zu Plünderungen und Disziplinlosigkeiten, da die Soldaten begannen, sich zu betrinken. Es dauerte mindestens 72 Stunden, bis die Ordnung wieder komplett hergestellt war. Das mutwillige Plündern von Badajoz wird von vielen Historikern als ein besonders scheußliches Verhalten der Britischen Armee betrachtet: in viele Häuser wurde eingebrochen, Eigentum zerstört oder gestohlen, spanische Zivilisten jedes Alters getötet oder vergewaltigt und viele Offiziere von ihren eigenen Leuten erschossen, als sie versuchten, die Ordnung wiederherzustellen. Es gab unter der Zivilbevölkerung bis zu 4000 Tote. Viele britische Soldaten wurden zur Strafe ausgepeitscht und ein Galgen wurde errichtet, doch es wurde niemand gehängt.
Captain Robert Blakeney schrieb dazu:

„Die wütende Soldateska glich eher einem Rudel Höllenhunden, ausgespiehen aus den teuflischen Regionen für die Ausrottung der Menschheit, denn was sie zwölf Stunden vorher gewesen waren - eine gut organisierte, tapfere, disziplinierte und gehorsame britische Armee, brennend nur vor Ungeduld auf das, was Ruhm genannt wird.“

Dennoch haben einige Historiker das Verhalten der britischen Soldaten mit dem Argument verteidigt, dass diese Folgen, angesichts der Heftigkeit der Kämpfe, nicht hätten vermieden werden können.
Ian Fletcher argumentiert:

„Lasst uns nicht vergessen, dass hunderte britischer Soldaten getötet worden waren und die Männer zutiefst verstört durch die Heftigkeit der verschiedenen Angriffe waren, während der sie erlebten, wie ihre Kameraden und Brüder vor ihren Augen hingeschlachtet wurden. Sollen wir sie wirklich verurteilen für einen Grad der Bitterkeit, für ihren Wunsch ihren Ärger an jemandem abzureagieren? Die Erstürmung einer Festung ist keine Schlacht, wo die Männer Verluste erwarten. Aber wenn eine Truppe aufgefordert wird, eine Festung mit gangbaren Breschen zu erstürmen, dann werden solche Verluste als vermeidbar betrachtet. Betrachtet man die Größe der Aufgabe, die die Erstürmer in der Iberischen Halbinsel zu lösen hatten, dann missgönne ich ihnen keines ihrer Gefühle der Wut und dem Verlangen nach Rache nicht.“

Myatt dagegen schreibt:

„Vermutlich kann man auf das Kriegsrecht zurückgreifen, welches, unpräzise wie es ist, zumindest nahelegt, das eine Kapitulation dann angemessen ist, wenn eine gangbare Bresche erreicht worden ist, wozu Phillipon mit Recht geantwortet haben könnte, dass gangbar keine erkennbare Beschreibung für Breschen ist, in denen zwei der besten Divisionen der britischen Armee gescheitert waren, obwohl das Ausmaß ihrer Anstrengungen bemessen werden kann durch ihre Verluste.“

Der Angriff und die früheren Geplänkel hinterließen bei den Alliierten ungefähr 4800 Verluste. Die Zahlen differieren zwischen 4924 und 4760. Die Leichte Division hatte schwere Verluste, ca. 40 % ihrer kämpfenden Truppe waren verloren.

## Rezeption
Die Handlung des Romans Die Scharfschützen von Bernard Cornwell und des diesen umsetzenden  Fernsehfilms Kommando ohne Wiederkehr (Sharpe’s Company) zeigt die Ereignisse in Badajoz. Richard Sharpe und seine kleine Gruppe von Scharfschützen stürmen erfolgreich die Mauern, nachdem viele andere Angriffe zurückgeschlagen waren.